# 基督教中的耶稣

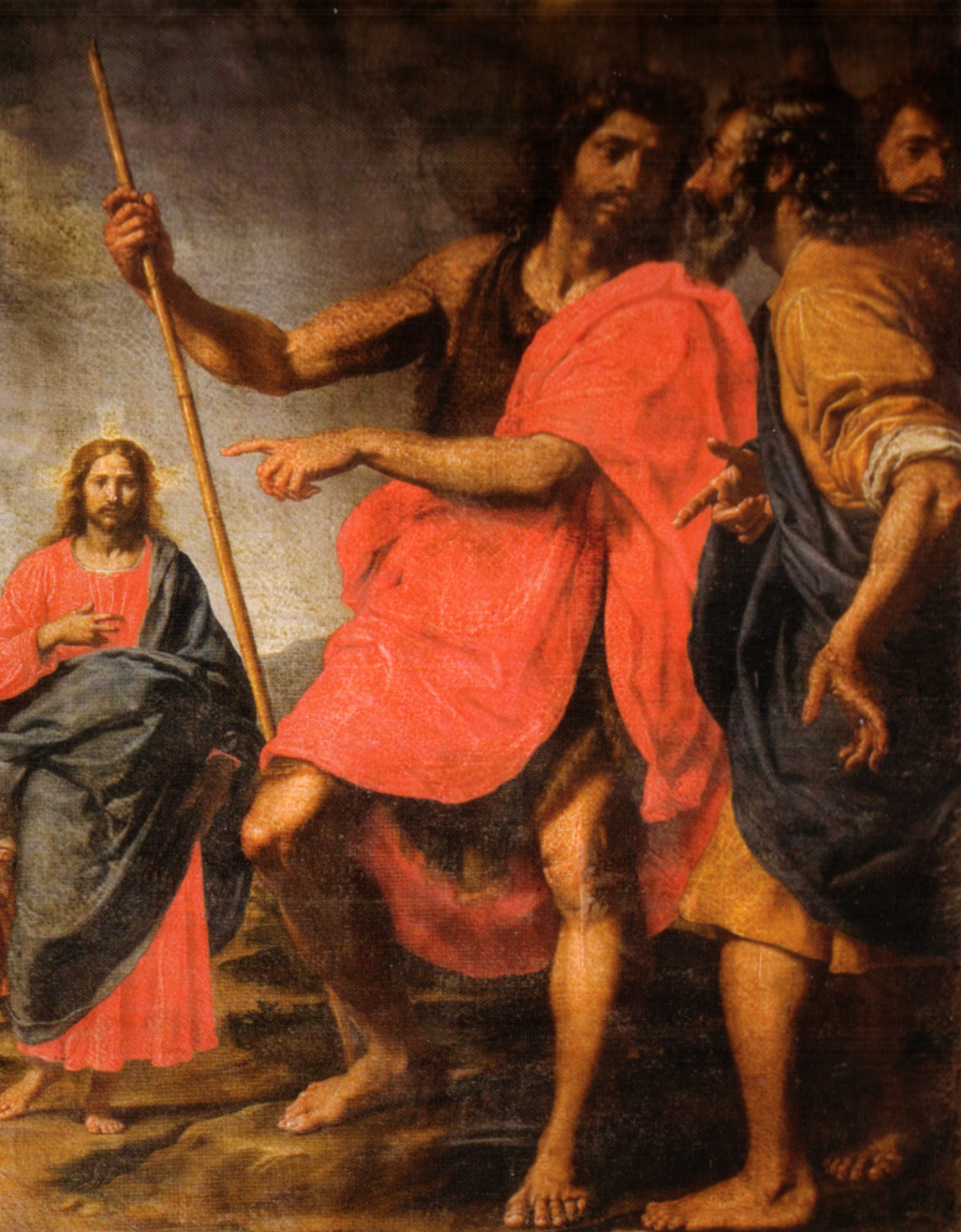
17世纪Vannini的作品（在中，耶稣（左）被认为是“天主的羔羊，除去世人罪孽者”）

基督徒相信耶稣是弥赛亚（基督），并相信通过他的死和复活，人类可以与上帝和好，从而得到救恩和永生的承诺。这些教义强调，作为上帝悦纳的羔羊，耶稣选择在髑髏地的十字架上受难，以此作为完全服从永恒天父的旨意的象征，并作为“神的代理人和仆人”。因此，耶稣作出的选择让他成为一个在道德上顺从天父的新人，从而与亚当的不顺服相反。
耶稣是人也是神——他是神的儿子。虽然关于耶稣的性质有神学争论，但支持三位一体的基督徒相信，耶稣是逻各斯、上帝的道成肉身、神儿子，以及“真实的神和真实的人”——全然地神圣和全然地具有人性。耶稣在各方面都完全是一个人，他遭受了世人的痛苦和诱惑，但他没有罪。作为全然的神，他战胜了死亡，再次复活。根据《新约圣经》，神将他从死裡复活。他上升到天堂，坐在上帝右边，为了最后的审判以及将到要来的在世上的神的国，他将再临人世。

## 关于耶稣的核心教义
虽然基督教各教派对耶稣的看法不尽相同，但可以根据他们的教义问答或教义文本来总结不同教派共同信仰的主要元素。基督教对耶稣的看法源于各种圣经来源，特别是来自经典福音书和新约书信，如保罗书信。基督徒主要认为这些作品在历史上是真实的。
那些被认为是追随圣经的正统基督教群体或教派几乎都同意以下几点：
- 基督徒相信耶稣是人，也是神。
- 基督徒相信耶稣由童贞女马利亚所生。
- 基督徒相信耶稣没有罪或没有犯过什么错。
- 基督徒相信耶稣最终作为一个异教徒而殉道，他被埋在坟中，第三天复活。
- 基督徒相信，因为他在第三天从坟墓中复活，所以今天他有血有肉地活着。
- 基督徒相信耶稣最终升天到天父那里。
- 基督徒相信耶稣会再临。

在福音书记叙中，耶稣生平的五个主要里程碑是他的洗礼、显圣容、被钉十字架、复活和升天。这些都发生在另外两个情节之间：在开始时的诞生和在结束时遣派Paraclete（圣灵）。福音书关于耶稣教导的记载，往往是根据“行为和话语”而分类的，例如他的事工、比喻和神迹。
基督徒不仅将神学意义附加在耶稣的行动上，而且也附加于他的名字上。对耶稣名字的忠诚可以回溯到基督教最早的日子。这些做法都保存在基督教各教派中，包含天主教、東正教、新教。
基督徒主要承认，通过他的生命、死亡和复活，耶稣用新约的血液恢复了人类与上帝的交通。他在十字架上的死亡被理解为一种救赎的牺牲：他是人类救恩的源泉，为人类赎罪——这种罪通过亚当的罪进入人类历史。

## 基督，逻各斯和上帝的儿子
耶稣说：“你们说我是谁？”西门彼得回答说：“你是基督，是永生神的儿子。”——马太福音16：15-16
耶稣是一个调解者……但这个头衔更多意味着上帝和人之间的调解者。他不仅是上帝和人类之间的第三方……。作为真神，他将神带给人类。作为真人，他将人类带给上帝。——Stagg, Frank. New Testament Theology. Broadman Press, 1962. ISBN 0-8054-1613-7
大多基督徒一般认为耶稣是基督、人们期待已久的弥赛亚以及神唯一的儿子。马可福音（1：1）开始时说：“神的儿子，耶稣基督福音的起头。”这说明了耶稣的两个独特特征：基督和神的儿子。他的神性在马可福音1:11中得到再次重申。马太福音1：1开始称耶稣为基督，在第16节再次解释说：“那称为基督的耶稣……”。

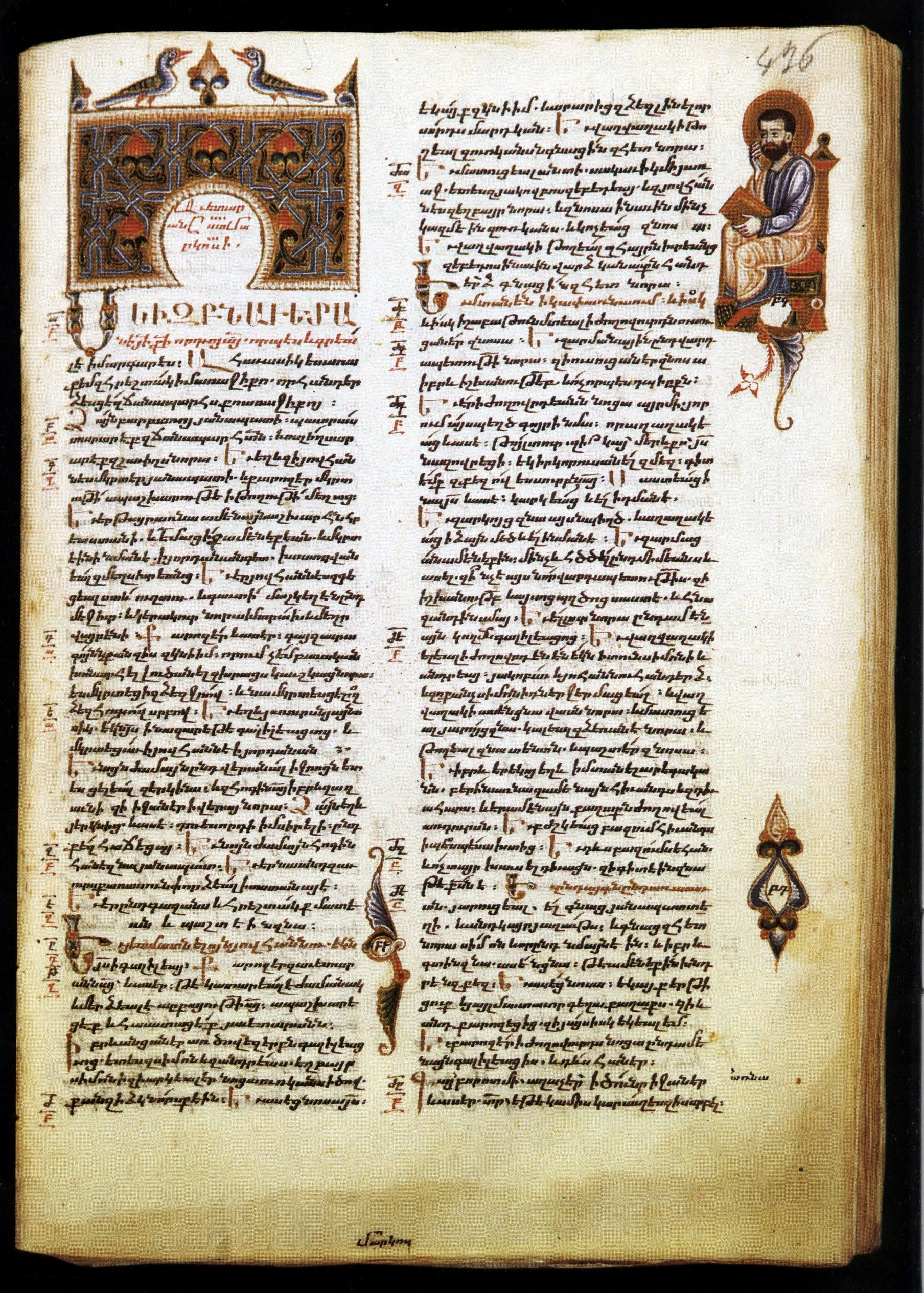
Sargis Pitsak的马可福音第一页(14世纪): “神的儿子，耶稣基督福音的起头。”

在保罗书信中，“基督”这个词与耶稣密切相关，显然对于早期基督徒，没有必要声称耶稣是基督，因为这是广泛接受的事实。因此，保罗可以使用“Christos”这个词指代耶稣而不引起混淆，如，在哥林多前书4:15和罗马书12：5中，他可以使用诸如“在基督里”这样的表达来指耶稣的追随者。
在新约中，“神的儿子”这个称号在很多场合用来指代耶稣。它常常用来指他的神性，从报喜到被钉十字架。新约中许多人都宣告耶稣是上帝的儿子；在两个不同场合，上帝从天上发出声音也作出这样的宣告，并且耶稣自己所也如此宣告。
在基督论中，基督是逻各斯（即“道/圣言”）的概念对于确立基督神性的教义以及他在三位一体中作为神的儿子的地位是非常重要的。这源自于约翰福音的开头，通常翻译成：“太初有道，道与神同在，道就是神。”在希腊原文中，逻各斯（λόγος）表示“话语、道、圣言”；在神学话语中，这个Logos保留在英语的翻译中。
基督的预先存在是指这样的教义：基督在受孕之前的个体存在。其中一个相关的圣经段落是约翰福音1：1-18，那里用三位一体的观点表明，基督被确定一个预先存在的神的位格，称为逻各斯或道。这个教义在约翰福音17：5中得到重申：耶稣在告别话语中提到他与父在“世界创造”之前的荣耀。约翰福音17:24也指天父“在世界创造之前”爱耶稣。非三位一体的观点怀疑预先的个体存在和他的神性，或者同时怀疑两者。
使徒时代之后，在二世纪开始出现了关于人性和神性如何在耶稣的个人中的相关几个争议。最终，451年颁布了一个“位格统一”（Hypostatic union ）的概念，即耶稣既是完全的神，又是完全的人。然而，基督教教派之间对此的不同理解仍在继续进行。对此的详细信息，请参阅英文词条Christology。

## 道成肉身，耶稣诞生和第二亚当
爱子是那不能看见之神的像，是首生的，在一切被造的以先。因为万有都是靠他造的，无论是天上的、地上的，能看见的、不能看见的。
——《歌羅西書》第15-16章参

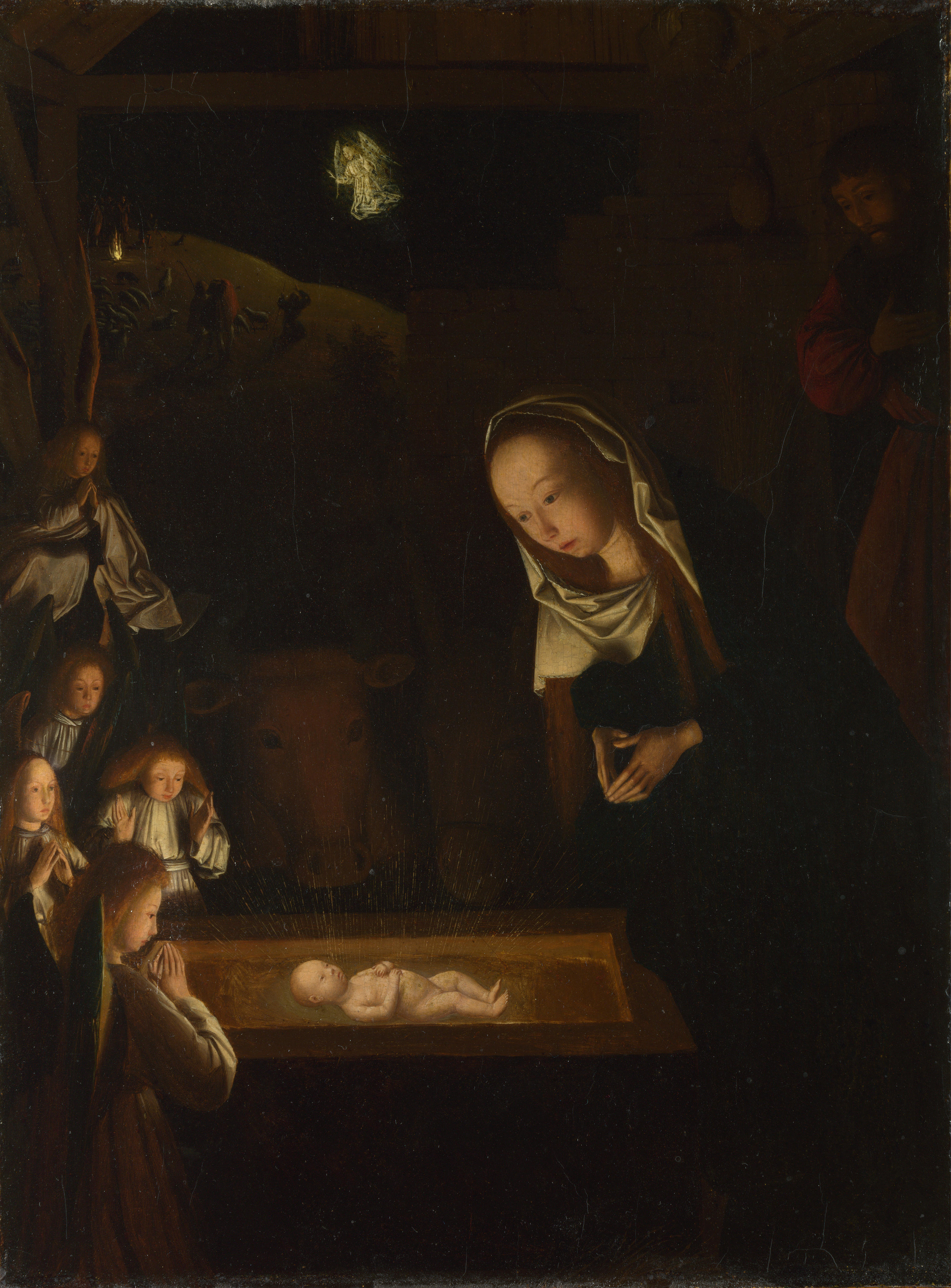
耶稣诞生（Nativity of Jesus），画家Geertgen tot Sint Jans,约1490年

以上来自歌罗西书的经文认为耶稣的诞生是所有创造的典范。使徒保罗认为耶稣的诞生是一个具有宇宙意义的事件，这个事件带来了一个“新人”，从而修复了亚当堕落所造成的破坏。正如约翰神学将耶稣看成是道成肉身从而宣布了耶稣诞生对宇宙的重要性，保罗的观点也强调耶稣降生意味着一个新人和一个新世界的诞生。保罗以末世论的观点看待耶稣，将他作为一个道德高尚的和顺服的人，与亚当处于相反的位置。与亚当不同的是，耶稣这个新人服从神，并引领着世界走向道德和救赎。
在保罗的观点，亚当是第一个人，而耶稣是第二个：亚当因不服从上帝而腐化了自己，同样也污染了人类，在后代中遗传下咒语。耶稣的诞生抵消了亚当的堕落，带来了救赎，修复了亚当所造成的破坏。
2世纪的教父Irenaeus写道：
当他道成肉身肉身而成为人时，他重新开始了人类的历史，并以简单而全面的方式充实我们，给我们救恩；这样，我们因为亚当而丧失的东西——即上帝给我们的他的形象——可以在基督耶稣中重新得到。
在教父神学中，保罗将耶稣作为新人，并与亚当作出对比，这提供了一个理解的框架，在这个框架中，人们可以讨论耶稣诞生的唯一性以及他生命中随之发生的事件。因此，耶稣诞生开始成为“宇宙基督论”的出发点，这个观点认为，耶稣的诞生、生活和复活具有宇宙含义。耶稣作为“新人”的概念在耶稣诞生和重生的循环（即，从他的诞生到复活）中重复着：在出生后，他通过对天父的道德的遵守和顺从，在天父和人之间开创了一种“新的和谐”关系。耶稣的诞生和复活因此创造了一种新人，他就是新人的体现者和典范。这种观点认为，耶稣的诞生、死亡和复活带来了救恩，修复了亚当造成的破坏。

## 事工
盗贼来，无非要偷窃、杀害、毁坏；我来了，是要叫羊 得生命，并且得的更丰盛。——约翰福音10:10
关于人和物质，耶稣似乎有两个基本的关注，这就是：（1）人们需要摆脱物质的束缚，（2）他们需要积极地关心他人的需要。——Stagg, Frank. New Testament Theology. Broadman Press, 1962. ISBN 0-8054-1613-7
在经典福音书中，耶稣的事工开始于他在约旦河附近的犹地亚受洗，并在最后的晚餐后于耶路撒冷结束。路加福音（3:23）说，他的事工开始时“约30岁”。据估计，他事工的开始日期在公元27-29年左右，结束于公元30-36年。

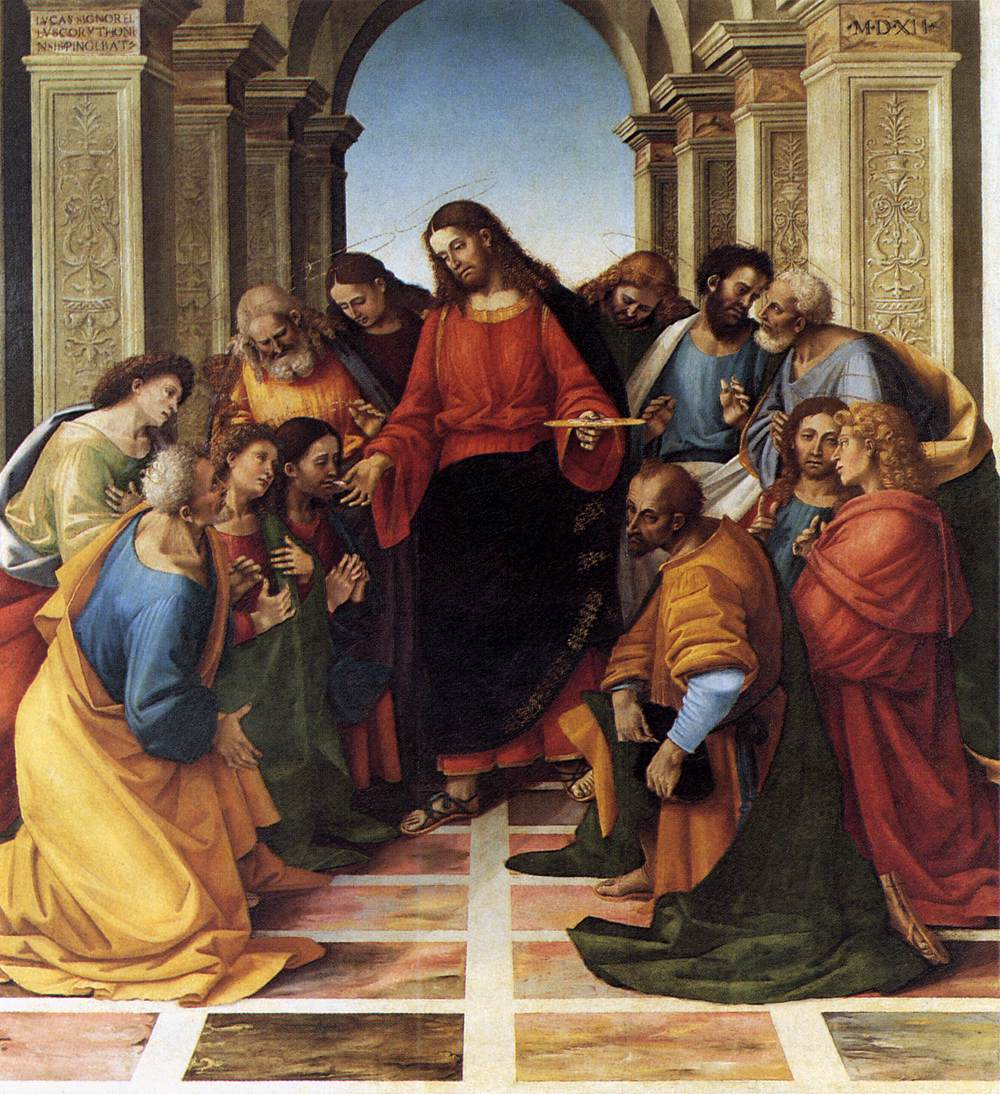
《使徒的团契》（The Communion of the Apostles）, 画家Luca Signorelli, 1512年。

耶稣早期的加利利事工从他受洗后开始，这时，他从犹地亚沙漠回到加利利。在这个早期阶段，他在加利利附近传道，并招募他的第一个门徒与他同行，最终形成了早期教会的核心。在马太福音第8章开始，记载了耶稣加利利的主要事工，包括差遣十二使徒，并记载了耶稣在加利利的大部分事工。最后的加利利事工阶段是在施洗约翰去世后开始的，这时耶稣准备去耶路撒冷。
在后期的犹地亚事工中，耶稣经过犹地亚开始了他最后的到耶路撒冷旅程。在后期比利亚事工中，耶稣在到耶路撒冷的途中从加利利海沿约旦河约走了三分之一时，回到他受洗的地方。
耶路在耶路撒冷的最后事工有时被称为受难周（Passion Week），它从耶稣凯旋地进入耶路撒冷开始。福音书更为详细地记载最后事工的细节，而不是别的时期。福音书文本的三分之一是用来描写耶稣在耶路撒冷的生命最后一周。

## 教导，比喻和神迹
我在父里面，父在我里面，你不信吗？我对你们所说的话，不是凭着自己说的，乃是住在我里面的父做他自己的事。 - 约翰福音14:10
在新约中，耶稣的教导是用“话语和行为”表达出来的。耶稣的话包括几个布道，其余是在整个对观福音叙事中出现的比喻（约翰福音没有比喻）。
他的行为包括他事工期间所行的神迹和其他行为。

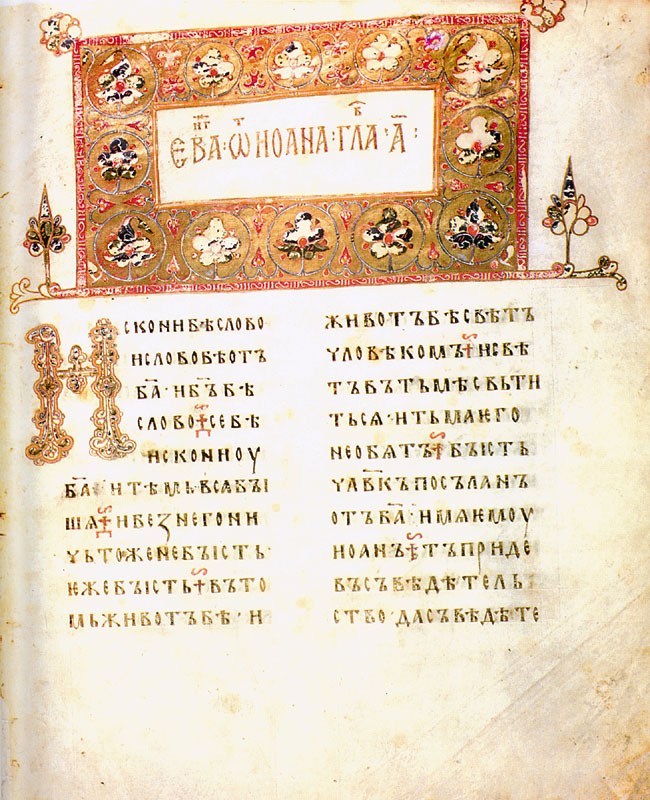
约翰福音,1056年版

虽然经典福音书是耶稣教导的主要来源，但是保罗书信（可能在福音书前几十年写成的）中一些耶稣教导是最早的书面记载。
新约没有将耶稣的教导仅仅作为他的教导，而是将耶稣的话与神的启示等同起来，因为施洗约翰在约翰福音3:34中说：“神所差来的就说神的话，因为神赐圣灵给他是没有限量的。”而且耶稣在约翰福音7:16中也说：“我的教训不是我自己的，乃是那差我来者的。”在马太福音11:27中，耶稣宣称自己拥有的神的知识，说：“除了父，没有人知道子；除了子和子所愿意指示的，没有人知道父”，这强调了他与天父的相互了解。

### 话语

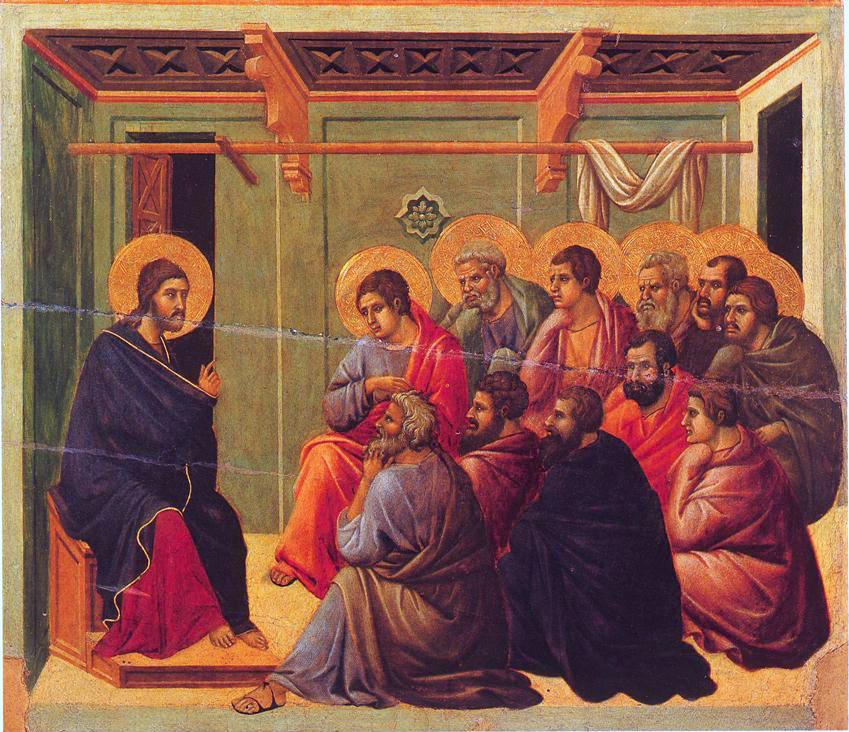
在最后的晚餐后，耶稣对十一个门徒的告别话语。来自Maesta，画家Duccio。

福音书中包括耶稣在特定场合下的几次话语，例如在“最后的晚餐”之后和钉十字架前一晚的“告别话语”。虽然耶稣的一些教训在犹太会堂的正式气氛中说出的（例如在马太福音4:23），但是许多话语更像是对话而不是正式讲座。
马太福音中存在结构化的一系列布道，经常被归为马太福音的五个话语，这是耶稣的许多关键教导所在。五个话语中的每一个都可在马可福音或路加福音中找到平行的段落。马太福音中的五个话语从山上宝训开始，它包含许多耶稣的道德教导，这是新约中最著名和最多人引用的元素之一。山上宝训包含了“天国八福”，它描述神的国中子民的特征，用“有福”来表达。天国八福着重强调爱和谦卑，而不是暴力和苛求，这与耶稣对灵性和同情的主要教导是一致的。马太福音的其他话语包括马太福音第10章的事工话语和马太福音第18章的教会话语，这些都向门徒作出指示，并为未来的信徒群体奠定了行为准则基础。

### 比喻
在福音中，耶稣的比喻是他教导的主要组成部分，书中约有三十个比喻，占被记录下来的教导的三分之一。比喻可能出现在更长的布道中，以及叙述中的其他地方。耶稣的比喻似乎是简单而难忘的故事，往往带有形象性，每个比喻都传达一种将物质世界与精神世界联系起来的教导。
在19世纪，利斯克和费尔贝恩（ Lisco and Fairbairn）指出，在耶稣的比喻中，“从可见世界借来的形象始终伴随着一个来自不可见（属灵）世界的真理”，耶稣的比喻不是“服务于说理的一个例子，而是一种内在的类比，在这种类比中，自然世界成为了精神世界的见证者。”同样，在20世纪中，威廉·巴克莱（William Barclay）称比喻为“一个具有天国意义的在世故事”，认为耶稣的比喻使用熟悉的例子来引导他人的心灵朝向天上的真理。他认为耶稣不仅仅将其比喻作为类比，而是，这些比喻是基于“自然秩序和精神秩序之间的内在亲和力”的。

### 耶稣的神迹
我若行了，你们纵然不信我，也当信这些事，叫你们又知道又明白：父在我里面，我也在父里面。——约翰福音10:38
在基督教教义中，耶稣的神迹与他的话语一样，是他信息的载体。许多神迹强调信心的重要性，例如在洁净十个麻疯病人时，耶稣没有说：“我的能力救了你们”，而是说“起来走吧！你的信救了你了。（路加福音17:19）”同样，在“水上行走”的神迹中，使徒彼得学习到了一个关于信心的重要教训：如果他的信仰摇摆，他就会下沉（马太福音14：34-36）。

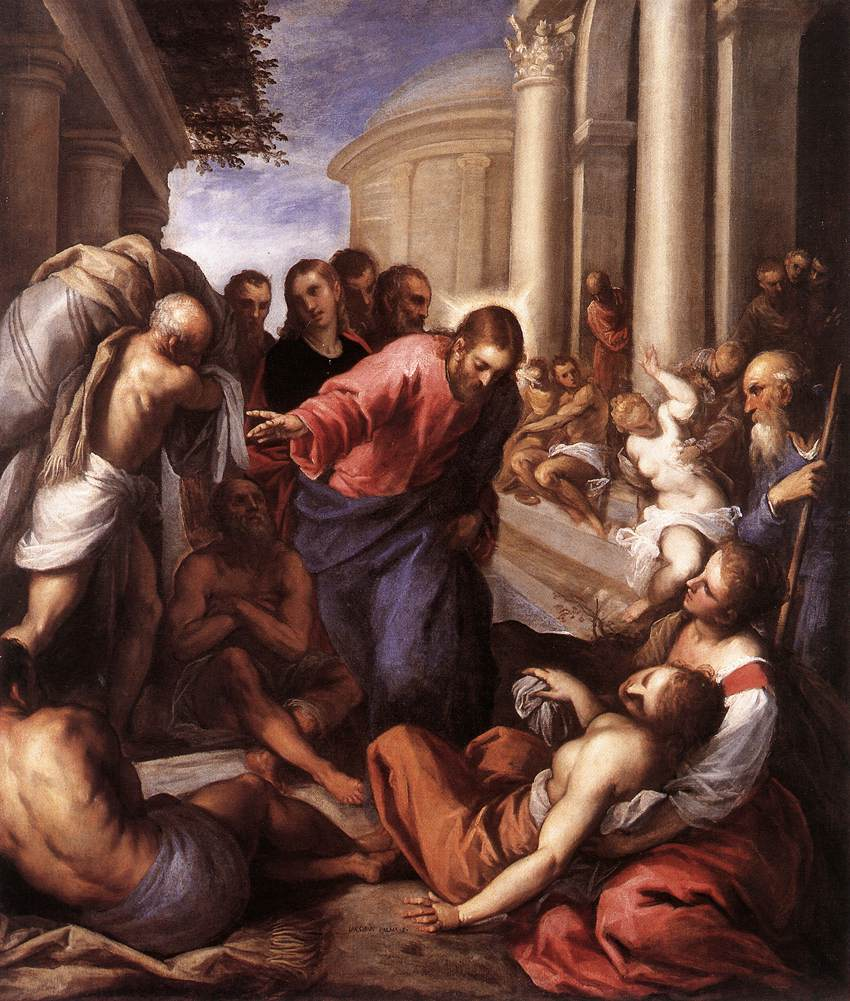
耶稣医治麻痹病人，画家Palma il Giovane, 1592年

在福音书中，耶稣所有神迹的一个特点是，他自由地医治，从来没有要求或接受任何形式的报酬，这不同于和他同时代的一些大祭司，他们通常对那些被治愈的人收费。在马太福音10：8中，他让门徒去医治病人，让死者复活，清洁麻风病人，不收分文地赶鬼，并说：“你们白白地得来，也要白白地舍去”。
基督徒一般相信耶稣的神迹是真实的历史事件，他的神迹是生命的重要部分，证明他的神性以及位格合一，即，基督的人性和神性的双重性质在一个位格中。基督徒认为，虽然耶稣的饥饿、疲惫和死亡的经历是他的人性的证据，但神迹是他神性的证据。
基督教作者也认为耶稣的神迹不仅是一种来自全能能力的行为，而是爱和怜悯的作为：它们对罪恶和痛苦的人类表示同情。肯和吉姆·斯托克（Ken and Jim Stocker）指出：“耶稣所行的任何一个神迹都是爱的行为”。每个神迹都涉及到具体的教导。
由于约翰福音20:30说书中不可能记载耶稣所行的一切神迹，所以天主教百科全书指出，福音书中所记录的神迹是出于两个原因：首先是为了显示神的荣耀，接着，是为了现实它们作为证据价值。耶稣将他的“行为”称为自己的使命和神性的证据，而在约翰福音5:36中，耶稣宣称自己的神迹具有比约翰施洗约翰的见证具有更大的证据价值。

## 十字架和赎罪
从经典福音书到保罗书信，耶稣的钉十字架和随后复活的记载为基督论的分析提供了丰富的背景。
约翰神学的“代理基督论”（agency christology）的观点结合了两个概念：一是耶稣是天父的儿子这一概念，二是认为他作为父的代理，来到世界，受父所吩咐和差遣，代表父并完成父的工作。在对观福音中，每种对耶稣的描述都暗示这样的教义：耶稣给予的救恩与耶稣自身及其神圣身份是不可分离的（马太福音21:37；马可福音12：6；路加福音20:13）。耶稣被钉十字架是为了作为神的代理人或神的仆人而作出牺牲，一切是为了最终的胜利。这个观点建立在约翰福音的救赎主题上，在约翰福音1:34中开始，约翰施洗宣告：“看哪，这是神的羔羊！。”在启示录21:14中这个概念得到进一步的强化，“被杀了的羔羊仍旧站立着”，它是唯一一个有能力处理写着被拯救者的名字的卷轴（即，生命册）。
使徒行传中出现的一个基督论的核心要素是：人们相信耶稣被钉十字架是“上帝预先知道的，是根据一个确定的计划”发生的。这个观点认为，如同使徒行传2:23所认为的一样，十字架不被视为丑闻，因为耶稣在“无法无天的人”的手中被钉十字架被视为上帝计划的实现。
保罗的基督论特别关注耶稣的死亡和复活。对保罗来说，耶稣钉十字架与他的复活直接相关，加拉太书6:12中使用“基督的十字架”一词可看作是对福音信息的简写。对于保罗来说，耶稣被钉十字架不是历史上一个孤立事件，而是一个具有重大末世论后果的宇宙事件，如哥林多后书2：8所言。在保罗看来，耶稣一直到死也在顺服上帝的安排（腓立比书2：8），根据神的计划“在正确的时间”死了（罗马书）。对于保罗来说，“十字架的能力”与耶稣的复活是不可分离的。
让·加尔文支持“上帝的代理”的基督论，并认为，在彼拉多法院的审判中，耶稣本可以成功地为他的无辜辩护，但他服从了十字架，顺从父神。这个基督论的主题一直延续到20世纪，体现在东方和西方教会中。在东方教会，谢尔盖·布尔加科夫认为，耶稣被钉十字架是由父在世界创造之前“永久”地预先安排好了的，为了将人类从亚当堕落造成的耻辱中解放出来。在西方教会中，卡尔·拉纳（Karl Rahner）详细阐述了上帝的羔羊的血在十字架上流（和水从耶稣肋旁流下构成类比）的类比，认为这具有洁净的性质，类似于洗礼的水。

## 复活、升天和再临

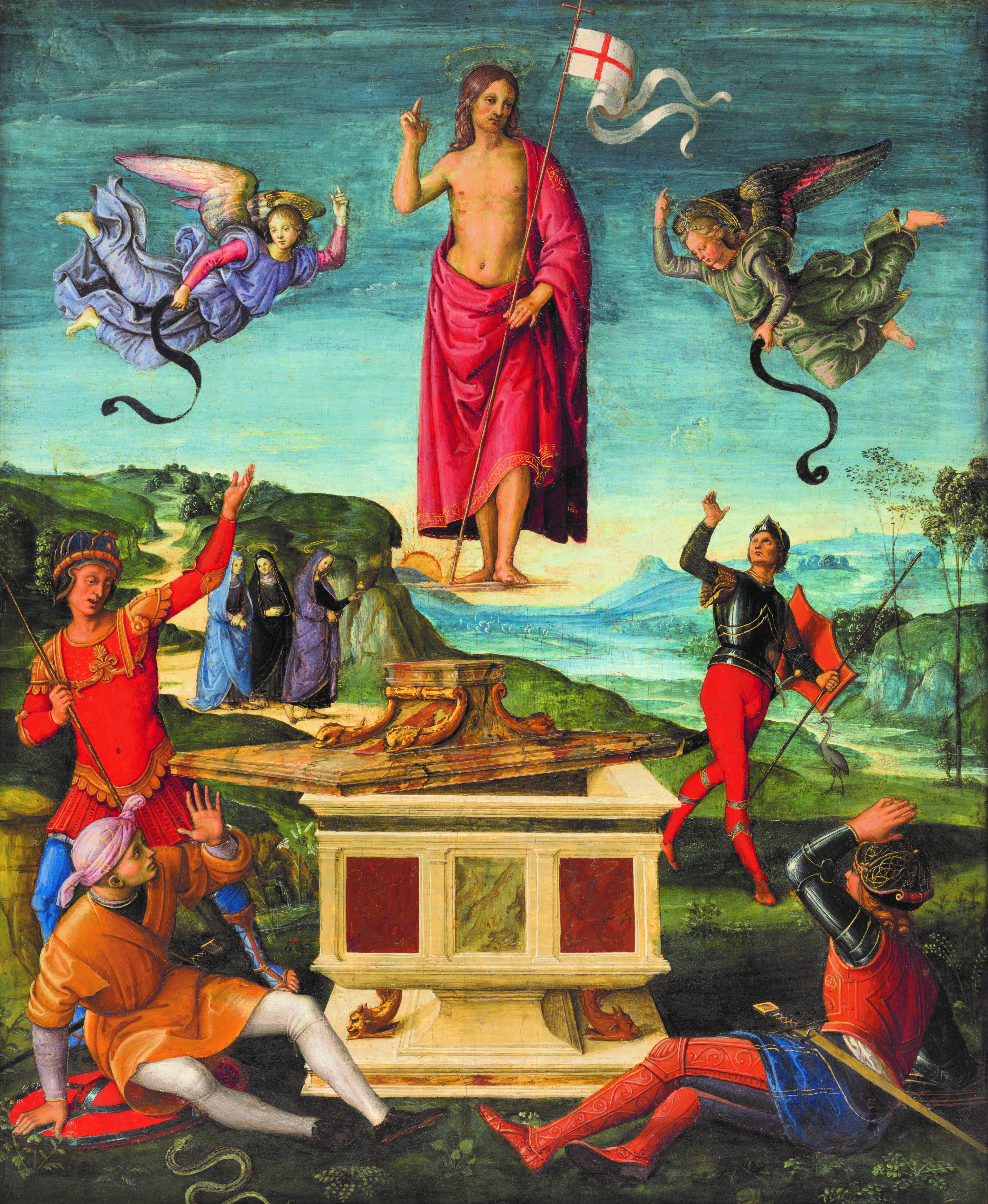
对耶稣复活的描绘是基督教艺术的重点主题；画家Raphael, 作于1499-1502。

新约圣经教导说，耶稣的复活是基督教信仰的基础（林前15：12-20；彼前1：3）；基督徒通过信靠上帝的作为（哥林多后书2:12）与耶稣一同复活，并得救，这样他们能以新的生活方式生活（罗马书6：4）。

在使徒教会的教导中，复活被视为预示着一个新时代。使徒保罗担当了构建复活神学的责任。对于保罗，只是简单地重复基本教导是不够的，但正如希伯来书6：1说，“我们应当离开基督道理的开端，竭力进到完全的地步”。保罗神学的基础是基督的复活和赎罪之间的联系。保罗解释耶稣复活的重要性是基督徒能够与哥林多前书15：20-22所描述的事情有类似体验的原因和基础：
但基督已经从死里复活，成为睡了之人初熟的果子。 死既是因一人而来，死人复活也是因一人而来。 在亚当里众人都死了，照样，在基督里众人也都要复活。
如果十字架是保罗神学的中心，那么，复活也是如此：除非一个人的旧我死了，否则旧我在复活后没有任何价值。保罗教导说，正如基督徒在洗礼中与耶稣一起死了一样，所以他们与耶稣一起复活，因为耶稣在复活中被指定为神的儿子（罗马书 1：4）。保罗的观点违背了希腊哲学家的想法，他们认为身体性的复活意味着在肉体中的新监禁；这是他们想要避免的，因为他们认为身体和物质囚禁了灵魂。同时，保罗相信新复活的身体将是一个天堂的身体——不朽的、荣耀的、有能力的和气化一样的身体，它与地球上腐朽的、耻辱、虚弱和心灵的身体相对。
戴尔·马丁（Dale Martin）认为，保罗与哥林多人的各种不同意见是由于他们在人类身体（因此也是作为基督身体的教会）的意识形态建构上存在根本冲突。马丁认为，大多数哥林多基督徒和保罗明白身体是可被各种污染物渗透的实体。然而，哥林多教会的其他成员认为身体是具有等级制度的——就像宇宙的缩影一样——而并不特别关心身体的界限。这些对人类身体（以及作为基督身体的教会）的不同看法导致了在各个主题的分歧，包括身体的复活。根据神学家彼得·卡利（ Peter Carnley），耶稣的复活不同于拉撒路的复活：“在拉撒路的情况中，坟墓石头被移开，这样他可以走出去……而升天的基督不必让坟墓的石头移开，因为他已经变形，可以出现在任何地方，任何时刻。”
使徒教父，包括Ignatius（50-115），Polycarp（69-155）和Justin Martyr (100-165）讨论了耶稣的死亡和复活。313年，在康斯坦丁皈依基督教和Edict of Milan解放后，第四、第五和第六世纪的大公会议侧重在基督学上，这有助于塑造基督教对复活的救赎性质的理解，并影响了基督肖像的发展及其在礼拜仪式中的使用。